# Herredskirke
Navnet  herredskirke forekommer i en lov af 1284, hvor det betegner den kirke i hvert herred, som var offentligt depositionssted, dvs. det sted, en debitor med frigørende virkning kunne deponere, hvad han skyldte, når en kreditor ikke ville modtage det. I det 15. århundrede kaldtes det en fjerdingkirke og var også opbevaringssted for herredets arkiv. Det var som regel den kirke, der lå nærmest herredstinget.
Herredskirke findes som stednavn på Vestlolland nær Nakskov med Herredskirke Kirke i Herredskirke Sogn.